# My Reason
Singles de Demis Roussos
We Shall Dance
(1971) Goodbye, My Love, Goodbye
(1973)
My Reason, intitulée My Reason (Ma musique) en France, est une chanson du chanteur grec Demis Roussos, sortie en single en 1972 chez Philips Records. Elle est incluse sur son deuxième album studio Forever and Ever de 1973. Écrite par Stélios Vlavianós, Harry Chalkitis et Charalampe Chalkitis, l'enregistrement est réalisé par Demis Roussos.

## Sortie et accueil commercial
La chanson atteint la première place des classements en Belgique (Wallonie) et aux Pays-Bas et la deuxième place en Belgique (Flandre) et en France,.
Le single est également un succès en Grèce. Le magazine américain Billboard rapporte dans son numéro du 23 janvier 1973 : « au cours des deux premières semaines de décembre, le single My Reason (Philips) figurait parmi les disques les plus vendus dans le nord de la Grèce » selon le classement hebdomadaire des meilleures ventes publié par le quotidien Hellinikos Vorras.
Le 45 tours est sorti en Allemagne de l'Ouest, en Espagne et en Iran avec les deux faces inversées, When I Am a Kid figurant en face A,,.

## Liste des titres
| A. | My Reason       | 4:03 |
| B. | When I Am a Kid | 3:17 |

## Classements
| Classement (1972)                       | Meilleure position |
| --------------------------------------- | ------------------ |
| Argentine (Billboard)                   | 11                 |
| Belgique (Flandre Ultratop 50 Singles)  | 2                  |
| Belgique (Wallonie Ultratop 50 Singles) | 1                  |
| France (IFOP)                           | 2                  |
| Italie (Musica e dischi)                | 25                 |
| Pays-Bas (Nederlandse Top 40)           | 2                  |
| Pays-Bas (Nationale Hitparade)          | 1                  |
| Portugal (Billboard)                    | 1                  |
| Québec (Palmarès anglo- et allophone)   | 15                 |
| Turquie (Billboard)                     | 1                  |

| Classement (1972)              | Position |
| ------------------------------ | -------- |
| Belgique (Flandre Ultratop)    | 29       |
| France (SNEP)                  | 7        |
| Pays-Bas (Nederlandse Top 40)  | 25       |
| Pays-Bas (Nationale Hitparade) | 23       |